# Gion (metropolitana di Fukuoka)
Gion (祇園駅?, Gion-eki) è una stazione della metropolitana di Fukuoka che si trova a Hakata. La stazione è servita dalla linea Kūkō.

## Struttura
La stazione è dotata di un marciapiede a isola con due binari passanti sotterranei. Il mezzanino sovrastante è realizzato direttamente sotto la strada Taihaku-dōri, ed è direttamente connesso con l'area sotterranea dell'attigua stazione di Hakata.
| 1 | Linea Kūkō | per Hakata e Aeroporto di Fukuoka     |
| 2 | Linea Kūkō | per Tenjin, Meinohama e Nishi-Karatsu |

## Statistiche di utilizzo
In median, nell'anno 2015 ogni giorno gli utenti sono stati 6567 persone.。空港線の駅では最も少ない。
Di seguito la tabella sul traffico passeggeri degli ultimi anni
| Anno | Media giornaliera |
| ---- | ----------------- |
| 2001 | 5,172             |
| 2002 | 5,339             |
| 2003 | 5,298             |
| 2004 | 5,254             |
| 2005 | 5,050             |
| 2006 | 5,243             |
| 2007 | 5,496             |
| 2008 | 5,611             |
| 2009 | 5,528             |
| 2010 | 5,505             |
| 2011 | 5,511             |
| 2012 | 5,701             |
| 2013 | 5,925             |
| 2014 | 6,059             |
| 2015 | 6,567             |

## Stazioni adiacenti
| «               | Servizio   | »          |
| Linea Kūkō      | Linea Kūkō | Linea Kūkō |
| --------------- | ---------- | ---------- |
| Nakasu-Kawabata | -          | Hakata     |